# Moving Pictures
Moving Pictures ist das achte Studioalbum der kanadischen Rockband Rush. Es wurde am 12. Februar 1981 unter dem Label Anthem Records veröffentlicht. Es gilt als eines der besten und erfolgreichsten Alben der Band.

## Entstehung
Nach der Support-Tournee für ihr vorhergehendes Album, Permanent Waves, begann die Band im Sommer 1980 mit den Vorbereitungen für ein neues Album. Eigentlich war geplant gewesen, ein Livealbum der Tour zu veröffentlichen, dies wurde aber aufgrund eines „unerwarteten Anflugs von Ehrgeiz und Begeisterung“ („an unlooked-for charge of ambition and enthusiasm“) verworfen, so Schlagzeuger Neil Peart.
Während Rush im Juli mit der befreundeten Band Max Webster den Song Battle Scar für deren Album Universal Juveniles aufnahm, schlug Webster-Texter Pye Dubois der Band einen Song vor, den er für sie für geeignet hielt. Aus diesem entwickelten Lee, Lifeson und Peart in den nächsten Monaten Tom Sawyer.
Im August 1980 zog sich die Band nach Stony Lake in Ontario zurück und begann dort, Material für das neue Album zu schreiben. Die Lieder wurden bei Proben für die anstehende Tour weiter verfeinert und sowohl Tom Sawyer als auch Limelight wurden bereits vor den Albumaufnahmen Bestandteile des Liveprogramms.
Moving Pictures wurde schließlich im Oktober und November im Le Studio, Morin Heights aufgenommen. Bei den Aufnahmen legte die Band besonders großen Wert darauf, die Klangqualität so gut wie möglich zu erhalten, indem fertige Abschnitte auf frische Tonbänder übertragen und die Originalkopien eingelagert wurden. Dadurch wurden Beschädigungen oder Verschleiß der Bänder durch häufige Wiedergabe vorgebeugt.

## Veröffentlichung
Zum 40-jährigen Jubiläum des Albums wurde es am 15. April 2022 als „40th Anniversary“-Ausgabe in verschiedenen Varianten wiederveröffentlicht:
- Super Deluxe Edition (drei CDs, eine Blu-ray Audio Disc und fünf 180-Gramm-Vinyl-LPs)
- 3-CD Deluxe Edition
- 5-LP Deluxe Edition
- Einzel-LP Edition
- Digital Deluxe Edition
- Dolby Atmos Digital Edition

## Titelliste
| Nr. | Titel         | Text                    | Musik                    | Länge |
| --- | ------------- | ----------------------- | ------------------------ | ----- |
| 1.  | Tom Sawyer    | Neil Peart & Pye Dubois | Alex Lifeson & Geddy Lee | 4:33  |
| 2.  | Red Barchetta | Neil Peart              | Alex Lifeson & Geddy Lee | 6:07  |
| 3.  | YYZ           |                         | Geddy Lee & Neil Peart   | 4:23  |
| 4.  | Limelight     | Neil Peart              | Alex Lifeson & Geddy Lee | 4:18  |

| Nr. | Titel          | Text       | Musik                    | Länge |
| --- | -------------- | ---------- | ------------------------ | ----- |
| 1.  | The Camera Eye | Neil Peart | Alex Lifeson & Geddy Lee | 10:55 |
| 2.  | Witch Hunt     | Neil Peart | Alex Lifeson & Geddy Lee | 4:43  |
| 3.  | Vital Signs    | Neil Peart | Alex Lifeson & Geddy Lee | 4:45  |

## Rezensionen
Im Juni 2015 wählte das renommierte Fachblatt Rolling Stone das Album auf Platz 3 der 50 besten Progressive-Rock-Alben aller Zeiten.

## Kommerzieller Erfolg

### Chartplatzierungen
| ChartsChartplatzierungen       | Höchstplatzierung | Wochen |
| ------------------------------ | ----------------- | ------ |
| Deutschland (GfK)              | 22 (2 Wo.)        | 2      |
| Kanada (MC)                    | 1 (… Wo.)         | …      |
| Schweiz (IFPI)                 | 72 (1 Wo.)        | 1      |
| Vereinigte Staaten (Billboard) | 3 (68 Wo.)        | 68     |
| Vereinigtes Königreich (OCC)   | 3 (12 Wo.)        | 12     |

### Auszeichnungen für Musikverkäufe
| Land/Region                  | Auszeichnungen für Musikverkäufe (Land/Region, Auszeichnung, Verkäufe) | Verkäufe  |
| ---------------------------- | ---------------------------------------------------------------------- | --------- |
| Kanada (MC)                  | 4× Platin                                                              | 400.000   |
| Vereinigte Staaten (RIAA)    | 5× Platin                                                              | 5.000.000 |
| Vereinigtes Königreich (BPI) | Gold                                                                   | 100.000   |
| Insgesamt                    | 1× Gold · 9× Platin ·                                                  | 5.500.000 |

## Trivia
- Der Titel des Instrumentalstücks YYZ bezieht sich auf den IATA-Code des Flughafens von Toronto, der Heimatstadt von Bassist Lee und Gitarrist Lifeson. Der Rhythmus in der Anfangssektion basiert auf dem Morse-Code für „Y-Y-Z“ (-.--/-.--/--..).[15]
- Der Instrumentalteil in Tom Sawyer basiert auf einer kurzen Melodie, die Lee bei Soundchecks vor Konzerten auf seinen Synthesizern spielte.[3]
- Der Text von Red Barchetta wurde von der Kurzgeschichte A Nice Morning Drive von Richard S. Foster inspiriert.[16]
- Limelight verwendet eine Vielzahl von Taktarten und rhythmischen Verschiebungen um einen konstanten Puls herum, indem sich Abschnitte in 4/4, 3/4, 6/8 und Abschnitte in 6/8, über die das Schlagzeug einen 4/4-Takt spielt, abwechseln.[15]
- Witch Hunt stellt den ersten Teil der Fear-Tetralogie dar, die mit The Weapon aus Signals (1982), The Enemy Within aus Grace Under Pressure und Freeze aus Vapor Trails fortgesetzt wurde.
- Das Albumcover besteht aus drei englischen Wortspielen: Die Arbeiter bewegen Bilder (moving pictures) an Menschen vorbei, welche von den Bildern bewegt bzw. gerührt sind (moved by pictures), und auf der Rückseite des Albums sieht man eine Filmcrew, welche diese Szene filmt, also bewegte Bilder (moving pictures) davon macht.[17]